# Ted Kluszewski
Theodore Bernard Kluszewski (ur. 10 września 1924, zm. 29 marca 1988) – amerykański baseballista polskiego pochodzenia, który występował na pozycji pierwszobazowego.
Kluszewski studiował na Indiana University w Bloomington, gdzie w latach 1944–1945 grał w baseballowej i futbolowej drużynie uniwersyteckiej Indiana Hoosiers. Przed rozpoczęciem sezonu 1946 podpisał kontrakt z Cincinnati Reds i początkowo grał w klubie farmerskim tego zespołu, w Columbia Reds (poziom Class A). W Major League Baseball zadebiutował 18 kwietnia 1947 w meczu przeciwko Pittsburgh Pirates jako pinch hitter, jednak większość sezonu 1947 spędził w Memphis Chickasaws (Double-A).
Jako zawodnik Cincinnati Reds/Redlegs czterokrotnie wystąpił w Meczu Gwiazd. W sezonie 1954 zdobył najwięcej home runów (49) i zaliczył najwięcej RBI (141) w MLB, a w głosowaniu do nagrody na najbardziej wartościowego zawodnika zajął 2. miejsce za Williem Maysem z New York Giants. W grudniu 1957 przeszedł do Pittsburgh Pirates za Dee Fondy'ego, zaś w sierpniu 1959 został zawodnikiem Chicago White Sox, z którym zdobył mistrzostwo American League. W przegranych dla White Sox World Series Kluszewski uzyskał średnią 0,391, zdobył 3 home runy i zaliczył 10 RBI. W grudniu 1960 został wybrany w drafcie rozszerzającym przez Los Angeles Angels, w którym występował do końca sezonu 1961. W późniejszym okresie był między innymi trenerem pałkarzy w Cincinnati Reds. W 1962 został wprowadzony do Hall of Fame tego klubu.
W 1974 został uhonorowany członkostwem w Polsko-Amerykańskiej Narodowej Galerii Sław Sportu, zaś w 1982 w Hall of Fame Indiana Hoosiers. Zmarł na atak serca 29 marca 1988. 19 lipca 1998 numer 18, z którym występował został zastrzeżony przez klub Cincinnati Reds.
| Nagroda/wyróżnienie         | Lata                   | Źródło |
| 4× All-Star                 | 1953, 1954, 1955, 1956 | [ 4 ]  |
| # 18 zastrzeżony przez Reds | 1998                   | [ 8 ]  |